# 1015
Cette page concerne l'année 1015  du calendrier julien. Pour l'année 1015 av. J.-C., voir 1015 av. J.-C.
L'année 1015 est une année commune qui commence un samedi.

## Événements
- 22 avril : Robert II le Pieux s'empare de Sens par surprise. Le comte Rainard, à qui on reproche de protéger les Juifs, se réfugie chez son allié Eudes II de Blois. Il négocie un compromis : il continue d’exercer sa charge comtale et à sa mort le Sénonais sera rattaché au domaine royal (1055)[1].
- 15 juillet : guerre civile en Russie à la mort de Vladimir Ier. Début du règne de Sviatopolk Ier le Maudit, prince de Kiev (fin en 1019)[2].
  - Vladimir Ier envoie son fils Boris combattre les Petchenègues et part en campagne contre Iaroslav. Malade, il meurt à Berestovo, près de Kiev, le 15 juillet[2]. Sviatopolk s’empare du pouvoir avec l’aide de son beau-frère Boleslas Ier de Pologne, qui reçoit en échange le sud-ouest du pays.
- 24 juillet : Sviatopolk fait assassiner son demi-frère Boris[2].
- Août : 
  - Knut le Grand laisse le gouvernement du Danemark à son frère Harald et part en expédition en Angleterre accompagné par Thorkell. Sachant le roi Æthelred malade, il débarque dans le Wessex[3]. Edmond, fils d’Æthelred, commence par remporter une victoire sur l’envahisseur, mais la trahison de l’ealdorman de Mercie, Eadric Streona, permettra à Knut de conquérir toute l’Angleterre.
  - Le tsar bulgare Gabriel Radomir est assassiné au cours d'une partie de chasse par son cousin Ivan Vladislav qui s'empare du trône[4].
- 5 septembre : Sviatopolk fait assassiner son demi-frère Gleb[5]. Un culte se développe très vite autour des deux princes martyrs Boris et Gleb, qui ont accepté la mort sans résistance (soumission à la volonté de l’aîné)
- 12 septembre : Lambert de Louvain est battu et tué à Florennes par le duc Godefroy de Basse-Lotharingie[6].
- Automne[7] : Olav II Haraldsson quitte l'Angleterre pour la Norvège, gouvernée par le jarl Éric Håkonsson, et lui réclame le trône ; le demi-frère d'Éric, Svein Håkonsson, rassemble des forces pour le combattre[8].
- Décembre : l'empereur byzantin Basile II envahit la Macédoine occidentale et prend Bitola (Monastir), Prilep et Ischtip aux Bulgares[9].

- L'émir de Dénia Mujāhid al-‘Āmirī s'empare des îles Baléares et temporairement de la Sardaigne (1016-1017)[10].